# Catocala doerriesi
Catocala doerriesi är en fjärilsart som beskrevs av Otto Staudinger 1888. Catocala doerriesi ingår i släktet Catocala och familjen nattflyn. Inga underarter finns listade i Catalogue of Life.